# Storbritannien ved vinter-OL 2014
Storbritannien deltog ved vinter-OL 2014 i Sotji, som blev arrangeret i perioden 7. til 23. februar 2014.

## Medaljer
| 2014 Sotji     | Guld | Sølv | Bronze | Total |
| Storbritannien | 1    | 1    | 2      | 4     |

Skotlands curlinghold stillede op for Team GB, og fik sølv (herrer) og bronze (damer).